# Pero Mendes de Aguiar

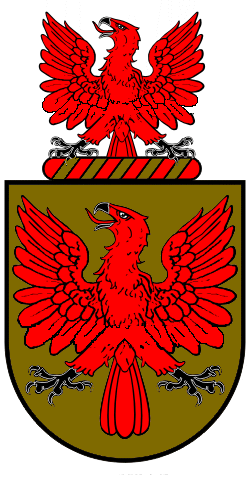
Brasão de Armas da Família Aguiar

Pero Mendes de Aguiar (1140 -?) foi um fidalgo e Cavaleiro medieval português, foi Senhor de Aguiar e o primeiro a usar Aguiar como sobrenome.

## Relações familiares
Foi filho de Mem Pires de Aguiar (1100 -?) e de uma senhora cujo nome a história não regista. Casou com Estevainha Mendes de Gundar (1175 -?), filha de Mendo de Gundar e de D. Goda, de quem teve:
1. Martim Pires de Aguiar casou com Marinha Gonçalves de Sousa, filha de  Gonçalo Mendes de Sousa e de Goldora Goldores.

1. Dórdia Pais de Aguiar (1210 -?) casou com Pêro Pais Correia.
2. Urraca Pires de Aguiar (c. 1210 -?) casou com Martim Pais Dade.
3. Maria Pires casou com João Gomes Vinhal.